# Lentinus badius
Lentinus badius är en svampart som först beskrevs av Miles Joseph Berkeley, och fick sitt nu gällande namn av Miles Joseph Berkeley 1847. Lentinus badius ingår i släktet Lentinus och familjen Polyporaceae.   Inga underarter finns listade i Catalogue of Life.